# Tweede Kamerverkiezingen 1994/Kandidatenlijst/CP'86
De kandidatenlijst voor de Tweede Kamerverkiezingen 1994 van de Centrumpartij '86 was als volgt:

## De lijst
1. Wim Beaux (1930), Amsterdam - 22.937 stemmen
2. Tibor Rudolf (Tim) Mudde (1965), Sassenheim - 1.299
3. Henk Ruitenberg (1947), Zwolle - 1.514
4. Wim J. Wijngaarden (1928-1998), Kloosterhaar - 552
5. D. van der Bos (1958), Oldelamer - 402
6. Bart Pellikaan (1968), Hilversum - 432
7. Marc V. de Boer (1966), Rijswijk - 443
8. Martijn Freling (1964), Rotterdam - 1.277
9. Ben Oreel (1969), Goes - 227
10. J.J. Broer (1970), Sassenheim - 164
11. Marcel Hoogstra (1966), Spijkenisse - 252
12. G.H.W. Morreau (1948), Almere - 177
13. Derk Meppelink (1968), Bilthoven - 155
14. J.L. van de Bunt (1968), Hilversum - 157
15. J. van Enk (1972), IJsselmuiden - 68
16. M. Merkelbag, Rijswijk - 98
17. P. Leentvaar (1966-2010), Barendrecht - 115
18. R.M.I.H. Gulpen (1952), Amsterdam - 138
19. C.C.H. Leentvaar-van der Stel, Barendrecht - 94
20. Michel Voosen (1967), Hoogvliet - 161
21. H.T. Schoolmeester (1965), Goes - 151
22. N. Jonkheid (1911-2000), Gorredijk - 105
23. S. Duivenvoorden, Noordwijkerhout - 119
24. M. Tiepel (1963), Amsterdam - 105
25. Johhny van Ham (1966), Rotterdam - 434
26. J.P.M.D. de Bruijn (1963), Leiden - 139
27. Michael J. Lemmers (1974), Kampen - 87
28. J. Fonhof (1928), 's-Gravenhage - 508

CDA · PvdA · VVD · D66 · GroenLinks · SGP · GPV · RPF · Centrumdemocraten · De Nieuwe Partij · PSP'92 · SP · SAP · Natuurwetpartij · PMR · Unie 55+ · SBP · AOV · CP'86 · Libertarische Partij · De Groenen · Vrije Indische Partij · NCPN · ADP · Solidair '93 · Patriottisch Democratisch Appèl